# Fabulettes pour de rire
Albums de Anne Sylvestre
Tournez Fabulettes Les Mots magiques
Les Fabulettes pour de rire est un album d'Anne Sylvestre paru chez EPM Musique. 

## Historique
Les Fabulettes pour de rire sont sorties dans un CD chez EPM Musique en 1994.
En CD, il est le douzième de la série des Fabulettes chez EPM.
La chanson Pipistrelle et Cacatoès a été reprise par le groupe Chanson plus bifluorée dans leur album Y'a des animaux dans nos chansons (2008) et dans le spectacle issu de l'album (2012).

## Titres
Toutes les chansons sont écrites et composées par Anne Sylvestre.
| No  | Titre                         | Durée      |
| --- | ----------------------------- | ---------- |
| 1.  | Des billes dans les caniveaux | 2 min 14 s |
| 2.  | Ronde en forme de prénoms     | 1 min 54 s |
| 3.  | P'tit Jeannot                 | 3 min 18 s |
| 4.  | Virginie et les grimaces      | 2 min 04 s |
| 5.  | Si tu savais                  | 2 min 11 s |
| 6.  | Grand ou Petit                | 1 min 35 s |
| 7.  | Les Maisons de poupées        | 3 min 14 s |
| 8.  | Les Cailloux                  | 1 min 18 s |
| 9.  | Une mouche dans mon lait      | 1 min 14 s |
| 10. | Pipistrelle et Cacatoès       | 2 min 21 s |
| 11. | Doudou perdu                  | 2 min 38 s |
| 12. | Ronde de l'oiseau en cage     | 2 min 17 s |
| 13. | Maman a peut-être dit         | 2 min 06 s |
| 14. | La Fenêtre du fond            | 3 min 38 s |

## Production
- Production : EPM Musique
- Direction musicale : François Rauber
- Illustration de pochette : Pef

## Distinctions
- 10e cérémonie des Victoires de la musique : nomination à l'album de musique pour enfants[3] (1995)